# Тарсис
Тарсис или Таршиш (на иврит: תַּרְשִׁישׁ) е легендарно място, споменато неколкократно в Библията.
Според Библията Тарсис е сравнително отдалечено място, с което Израил и Финикия търгуват по море, внасяйки сребро, както и злато, маймуни и пауни (3 Цар 10:22), а също така олово и калай (Йез 27:12). Именно към Тарсис се отправил от средиземноморското пристанище Йопия пророк Йона (Йона 1:3), но след корабокрушение попада в червото на кит (Йона 2:1).
Местоположението на Тарсис не е твърдо установено, като той е идентифициран с Картаген или с иберийския Тартес на атлантическото крайбрежие на днешна Испания. Днес се налага мнението, че става дума за остров Сардиния.